# Jeremy Renner
Jeremy Renner, ameriški filmski in televizijski igralec, * 7. januar 1971, Modesto, Kalifornija, Združene države Amerike.

## Filmografija
- 1995 National Lampoon's Senior Trip - Dags
- 1996 Paper Dragons - Uncredited
- 2001 Fish in a Barrel - Remy
- 2002 Dahmer - Jeffrey Dahmer
- 2002 Monkey Love - Dil
- 2003 S.W.A.T. - Brian Gamble
- 2004 The Heart Is Deceitful Above All Things - Emerson
- 2005 A Little Trip to Heaven - Fred
- 2005 North Country - Bobby Sharp
- 2005 12 and Holding - Gus Maitland
- 2005 Neo Ned - Ned
- 2005 Lords of Dogtown - Jay Adams Manager
- 2006 Love Comes to the Executioner - Chick Prigusivac
- 2007 The Assassination of Jesse - James
- 2007 28 Weeks Later - Sergeant Doyle
- 2007 The Assassination of Jesse James by the Coward Robert Ford - Saul
- 2009 Ingenious - Sam
- 2009 The Hurt Locker - Sergeant First Class William James
- 2009 The Town - Jem Coughlin
- 2011 Thor - Clint Barton/Hawkeye
- 2011 Mission: Impossible - Ghost Protocol - William Brandt
- 2012 Avengers - Clint Barton/Hawkeye
- 2012 The Bourne Legacy - Aaron Cross/Kenneth Gidson
- 2012 Low Life - Orlando the Magician
- 2013 Hansel and Gretel: Witch Hunters - Hansel
- 2013 The Immigrant - Orlando the Magician
- 2013 American Hustle - Carmine Polito
- 2014 Kill the Messenger - Gary Webb (tudi producent)
- 2015 Avengers: Age of Ultron - Clint Barton / Hawkeye
- 2015 Mission: Impossible – Rogue Nation - William Brandt
- 2016 Captain America: Civil War - Clint Barton / Hawkeye
- 2016 Arrival - Ian Donnelly
- 2017 Wind River - Cory Lambert
- 2019 Avengers: Endgame - Clint Barton / Hawkeye / Ronin